# Motown Maurice
Motown Maurice (* 1980 oder 1981 in Brooklyn, New York City, New York) ist ein US-amerikanischer Schauspieler, Filmproduzent, Filmregisseur, Drehbuchautor, Filmeditor, Dokumentarfilmer und Model.

## Leben
Maurice wurde in Brooklyn geboren. Er wuchs in Tampa, Florida auf. Er besuchte das Hillsborough Community College und das Tallahassee Community College und erwarb einen Abschluss in Rundfunkjournalismus an der Florida Agricultural and Mechanical University. Er strebte eine Karriere als Nachrichtenreporter an, verwarf diesen Berufswunsch nach einem Fernsehpraktikum allerdings. Nach seiner Ausbildung kehrte er nach Tampa zurück und produzierte die Dokumentation Echoes of A Dream: The Historical & Spiritual Perspective of the Civil Rights Movement, die 2006 erschien. 2010 zog er nach Los Angeles.
Er wirkte 2011 im Musikvideo zum Lied Young, Wild & Free von Snoop Dogg, Wiz Khalifa und Bruno Mars mit. Im Folgejahr war er in den Musikvideos zum Lied Turn Up the Music von Chris Brown und zum Lied Everybody Talks von Neon Trees zu sehen. 2013 folgten Mitwirkungen im Musikvideo zu Here’s to Never Growing Up von Avril Lavigne, zu It's You von Duck Sauce, zu Baby I von Ariana Grande, zu Hop Is Back von Hopsin und zum Lied Shark Attack von Grouplove. 2014 übernahm er eine Rolle im Musikvideo zum Katy-Perry-Lied Dark Horse, das in Zusammenarbeit mit Juicy J entstand. 2014 spielte er in den Musikvideos zu den Liedern Sweatpants von Childish Gambino und Problem, It's You von Kem und Early Days von Paul McCartney mit.
2018 übernahm Motown Maurice im Musikfilm Snake Outta Compton eine der Hauptrollen als Rapper Pinball. Zusätzlich war er in den Musikvideos zu den Liedern Better with You von Jesse McCartney, Welcome to the Party von Diplo, French Montana, Lil Pump und Zhavia Ward sowie im Video zu This Is America von Childish Gambino zu sehen. Außerdem stellte er im selben Jahr Episodenrollen in den Fernsehserien Kidding und Marvel’s Runaways sowie im Folgejahr in der Serie Grown-ish dar. Weitere größere Filmrollen übernahm er 2020 in Dragon Soldiers als Hector Kayman und 2021 in Jurassic Hunt als Rabbit.

## Filmografie (Auswahl)

### Schauspiel
- 2011: Big Time Rush (Fernsehserie, Episode 2x17)
- 2012: Mac & Devin Go to High School
- 2012: The Shop (Fernsehserie, Episode 1x03)
- 2012: Business Casual (Fernsehserie)
- 2012: We the People with Gloria Allred (Fernsehserie, Episode 1x225)
- 2013: Life in L.A: The Decision
- 2013: The Comment Show (Fernsehserie, Episode 1x04)
- 2013: Teen Wolf (Fernsehserie, Episode 3x08)
- 2013: Starving in Hollywood (Fernsehserie, 5 Episoden)
- 2014: Wanda Sykes Presents Herlarious (Fernsehserie, Episode 1x04)
- 2014: Next Up (Fernsehserie, Episode 1x03)
- 2014: Alpha House
- 2014: Comet
- 2014: Comedy Bang! Bang! (Fernsehserie, Episode 3x09)
- 2014: Florida Water
- 2014: The 5 Minute Sketch Show (Fernsehserie, Episode 2x03)
- 2015: If the Earth Treated Us the Way We Treat the Earth (Kurzfilm)
- 2018: King FriendZone (Fernsehserie, Episode 1x01)
- 2018: City of Tales (Kurzfilm)
- 2018: Hollywood Hacks (Fernsehserie, Episode 1x01)
- 2018: Snake Outta Compton
- 2018: Frenchies
- 2018: Marlon (Fernsehserie, Episode 2x07)
- 2018: Jurassic Expedition
- 2018: Insecure (Fernsehserie, Episode 3x08)
- 2018: Kidding (Fernsehserie, Episode 1x08)
- 2018: Marvel’s Runaways (Fernsehserie, Episode 2x09)
- 2018: Oishi: Demon Hunter (Fernsehserie, 7 Episoden)
- 2018–2019: Dhar Mann (Miniserie, 5 Episoden, verschiedene Rollen)
- 2019: Grown-ish (Fernsehserie, Episode 2x05)
- 2019: All American (Fernsehserie, Episode 1x15)
- 2019: Apocalypse Town (Kurzfilm)
- 2019: DownBeat (Fernsehserie, Episode 1x05)
- 2020: Seattle Firefighters – Die jungen Helden (Station 19, Fernsehserie, Episode 3x11)
- 2020: Dragon Soldiers
- 2020: WRZ: White Racist Zombies
- 2021: Jurassic Hunt
- 2021: Bonham & Clyde: The Best In Security (Fernsehserie, 2 Episoden)
- 2022: Snowfall (Fernsehserie, Episode 5x09)

### Filmschaffender
- 2006: Echoes of A Dream: The Historical & Spiritual Perspective of the Civil Rights Movement (Produktion, Regie, Drehbuch, Filmschnitt)
- 2012: Origins of The Late Night Experiment (Dokumentation; Produktion, Regie, Drehbuch, Filmschnitt)
- 2012–2015: The Late Night Experiment with Motown Maurice (Fernsehserie, 36 Episoden; Produktion, Regie, Drehbuch, Filmschnitt)
- 2013: Harshest Critic (Kurzfilm; Produktion, Drehbuch, Filmschnitt)
- 2013: Late-Night Jelly (Dokumentation; Produktion, Regie, Drehbuch, Filmschnitt)
- 2014: Late-Night Buttermilk Biscuits (Dokumentation; Produktion, Regie, Drehbuch, Filmschnitt)
- 2014: Late-Night Artichoke (Kurzfilm; Produktion, Regie, Drehbuch, Filmschnitt)
- 2015: Late-Night Chicken Noodle Soup (Dokumentation; Produktion, Regie, Drehbuch, Filmschnitt)
- 2015: Late-Night Herbal Tea (Dokumentation; Produktion, Regie, Drehbuch, Filmschnitt)
- 2016: 36 for 36 (Miniserie; Produktion, Regie, Drehbuch, Filmschnitt)
- 2016: Exchange (Produktion)
- 2016: Late-Night Kimchi (Dokumentation; Produktion, Regie, Drehbuch, Filmschnitt)
- 2021: Talk About A Meal (Fernsehdokumentation; Produktion, Regie, Drehbuch, Filmschnitt)